# NCAPD2
NCAPD2‏ (Non-SMC condensin I complex subunit D2) هوَ بروتين يُشَفر بواسطة جين NCAPD2 في الإنسان.